# سلطان رنا
سلطان رنا (1956 - ) هو لاعب كريكت باكستاني. شارك مع منتخب باكستان للكريكت.